# Huang Chonggu
Huang Chonggu, född 885, död efter 915, var en kinesisk administratör.

## Biografi
Huang Chonggu föddes som dotter till en ämbetsman, men blev tidigt föräldralös och uppfostrades av tjänstekvinna, som lät henne växa upp utklädd till man. Omkring 915 arresterades hon misstänkt för mordbrand. Hon frikändes av Shus premiärminister Zhou Xiang, sedan han blivit imponerad av hennes försvarstal, intelligens och begåvning.
Zhou Xiang gav henne stipendium att studera på närmaste akademi, och anställde henne efter avslutad utbildning inom den lokala administrationen. Hon beskrivs som en begåvad poet, en skicklig schackspelare, och som en kapabel ämbetsman och administratör, som väckte Zhou Xiangs förtroende till den grad att han erbjöd sig att gifta bort en av sina döttrar med henne. Hon tvingades då avslöja sitt biologiska kön. Zhou Xiang uppfattade hennes sätt att leva som en man som ett tecken på dygd eftersom det innebar att hon var tvungen att avstå från sex med män, men som kvinna kunde hon inte fortsätta arbeta inom administrationen utan fick avsked.

## Eftermäle
Huang Chonggus historia tilldrog sig stort intresse och har sedan hennes livstid skildrats inom litteraturen. Den historiska debatten inom Kina har ofta handlat om huruvida Huang Chonggu skulle uppfattas som särskilt dygdig, eftersom hennes förklädnad gjorde det omöjligt för henne att ha sex med män utan att avslöjas, eller tvärtom motsatsen, om hennes förklädnad gjorde det möjligt för henne att ha sex med fler män eftersom hon genom den fick större möjlighet att umgås med män än som normalt var fallet i de kinesiska samhället.